# Witse
Witse est une série télévisée policière belge en 117 épisodes de 50 minutes créée par Ward Hulselmans, produite par la VRT et diffusée entre le 11 janvier 2004 et le 1er avril 2012 sur la chaîne Één.
Cette série est inédite dans les pays francophones.

## Synopsis
La série se déroule dans un commissariat de police belge de Hal.

## Distribution
- Hubert Damen : Werenfried Witse
- Daan Hugaert (nl) : Romain Van Deun
- Mark Stroobants (nl) : Rudy Dams
- Dirk Tuypens (nl) : Peter Wytinckx (saisons 2 à 9)
- Inge Paulussen : Sam Deconinck (saisons 3 à 7)
- Viv Van Dingenen (nl) : Tine Smets (saisons 7 à 9)
- Wouter Hendrickx : Dimitri Tersago (saisons 1 à 3)
- Tine van den Brande (nl) : Ilse Van de Casteele (saisons 1 et 2)
- Han Coucke : Wouter Van Opstal (2004) / Roland De Pril (2009)